# Easter Quarff

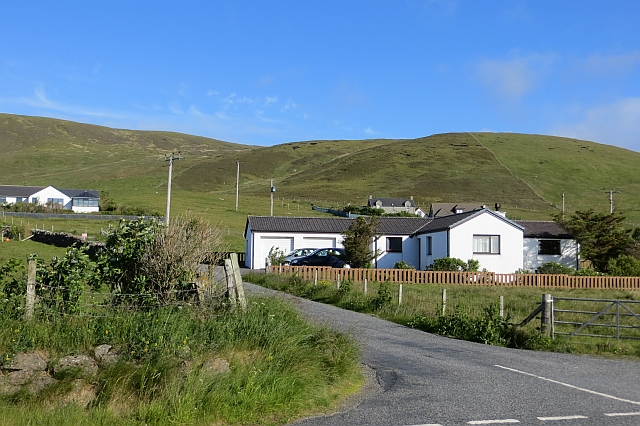
Häuser in Easter Quarff

Easter Quarff ist eine Ortschaft, die in Schottland im Süden der Shetlandinseln liegt.

## Geographie
Easter Quarff ist der östliche, größere Teil des Dorfes Quarff. Der andere ist Wester Quarff, etwa anderthalb Kilometer im Westen. Nach Gulberwick ist es drei Kilometer im Nordosten. Weitere Ortschaften in der Nähe sind Fladdabister im Süden und Brindister im Nordosten.
Easter Quarff liegt im Süden von Mainland, etwas erhöht über der Bucht East Voe of Quarff im Osten.

## Historisches
Im Rahmen der historischen Gliederung Schottlands in Civil Parishes zählt Easter Quarff zu Lerwick.